# AOL Explorer
AOL Explorer, anteriormente conocido como AOL Browser es un navegador web con entorno gráfico basado en el motor Trident y desarrollado por AOL. En julio de 2005, AOL lanzó AOL Explorer como una descarga gratuita y como una opción de descarga con AIM versión 5.9. AOL Explorer soporta la navegación por pestañas.

## Historia de lanzamientos
En noviembre de 2005, la primera versión, la 1.1, fue lanzada. La versión 1.2, muy similar a la versión 1,1, se diferencia porque incluye dos nuevas características: Tab Explorer y RSS Widgets de favoritos. Cuando se pulsa el botón de la pestaña del explorador, una vista previa en miniatura de cada pestaña se muestran en una ventana nueva en pantalla completa. El usuario puede hacer clic en una de las vistas previas para acceder al instante a la página. Microsoft ha puesto en práctica una función similar en su Internet Explorer 7 del navegador, denominado "Quick Tabs". 
La versión 1.5 fue lanzada en mayo de 2006, e incluye muchas características nuevas, tales como Desktop Widgets, Visual Temas, Salvapantallas Feeds y diversas mejoras en el rendimiento. La Desktop Widgets permiten al usuario "arrancar" un panel lateral y utilizarlo de forma independiente del navegador. El grupo permanecerá abierto y funcional, incluso después de cerrar AOL Explorer. Cuando el equipo esté inactivo, puede configurar la herramienta AOL Feeds para mostrar los feeds RSS almacenados en el panel de feeds. Otra nueva característica a 1,5 es la de Show Page Preview, que permite al usuario obtener una vista previa de una página web sin dejar la página actual simplemente manteniendo pulsado Ctrl y haciendo clic con el botón derecho en un enlace. Esta característica es especialmente útil cuando hay una gran cantidad de enlaces en una página, o cuando se hace una búsqueda. 
En 2003, AOL firmó un período de siete años de contrato con Microsoft para utilizar Internet Explorer en el código de sus productos y, como tal, AOL Explorer se basa en la tecnología Internet Explorer. Gracias a esto, los usuarios pueden utilizar AOL Explorer para descargar e instalar actualizaciones de Microsoft Update. Sin embargo, a diferencia de Internet Explorer, AOL no usa el Live Search como el motor de búsqueda predeterminado.

## Disponibilidad
Actualmente, AOL Explorer está disponible como descarga independiente o envasado con AIM Triton. Cuando el navegador se inicia por primera vez, se pregunta si lo desea utilizar como el navegador predeterminado y alienta a los usuarios a visualizar contenido AIM Hoy al día, si está instalado con AIM. Ambos son opcionales y se le puede negar. 
AOL Explorer 1.5 es la última versión de AOL Explorer. El navegador, a pesar de que todavía puede ser descargado, ya no está en desarrollo en favor de AOL OpenRide, que ahora también está sustituyendo. El salvapantallas que utiliza en AOL Explorer está sufriendo un cambio drástico para el nuevo cliente y se encuentra todavía en beta, repleta de una versión beta de AOL OpenRide, conocida como AOL OpenRide con AwayView.

## Recepción
AOL Explorer recibió un 4 de 5 de PC Magazine en 2005, diciendo: "Incluso los devotos de Firefox deberían considerar la adopción del navegador." Aunque también se criticó en el mismo artículo, con las siguientes 'contras': "son cuestionables las herramientas anti-spyware. Hay algunas funciones que aún no posee. No se pueden importar los favoritos de Firefox u Ópera. Y no es compatible con la barra de herramientas de Internet Explorer."